# Violante Beatrice Siries
Violante Beatrice Siries (Firenze, 1709 – Firenze, 1783) è stata una pittrice italiana.

## Biografia
Violante Beatrice Siries nacque a Firenze, figlia dell'orefice e incisore di gemme francese Louis Siries, che fu anche direttore dell'Opificio delle pietre dure di Firenze.

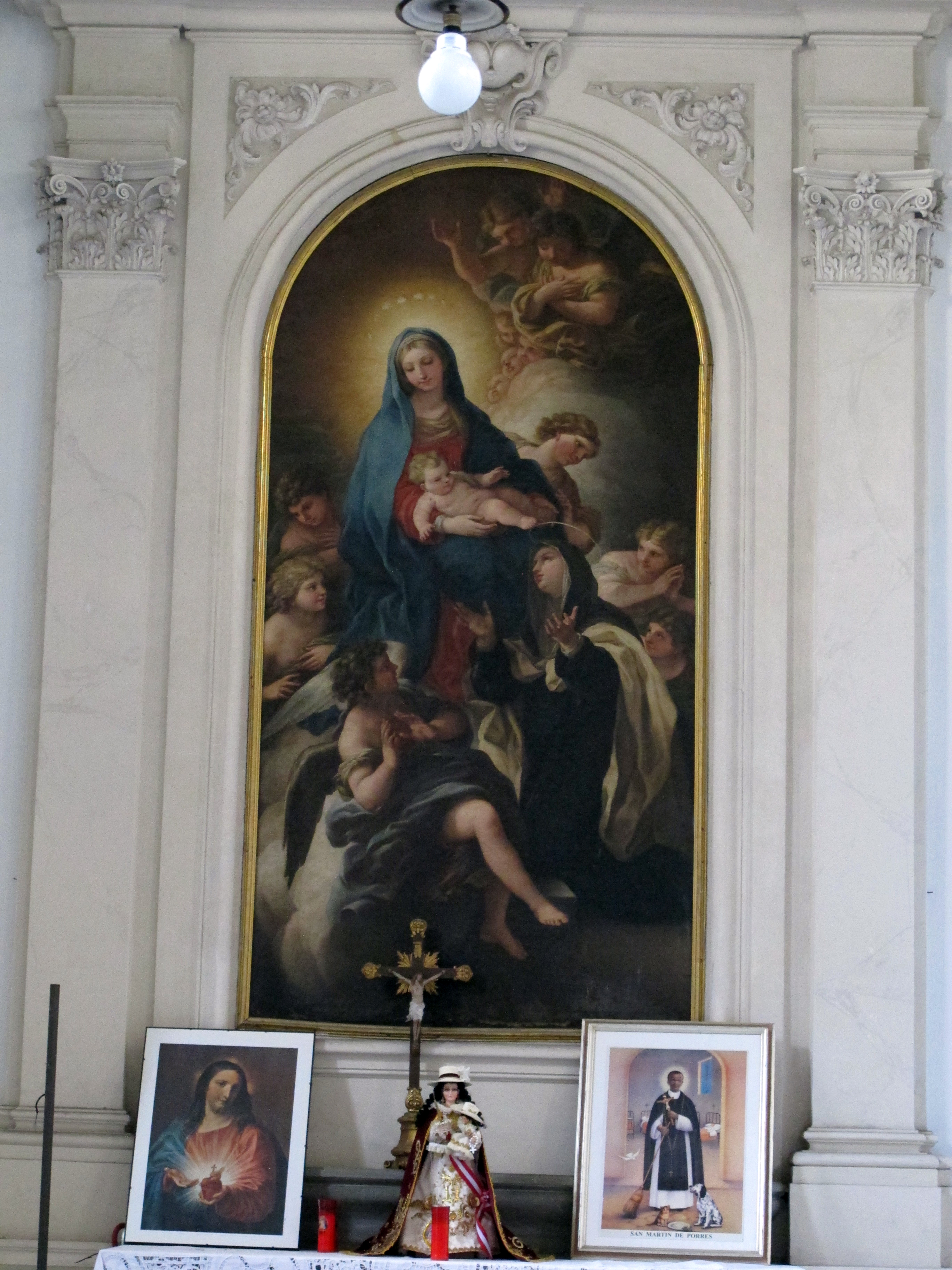
Violante Beatrice Siries, “La Madonna porge il Bambino a Santa Maria Maddalena dei Pazzi” - L'opera si trova nella chiesa di Santa Maria Maddalena dei Pazzi a Firenze

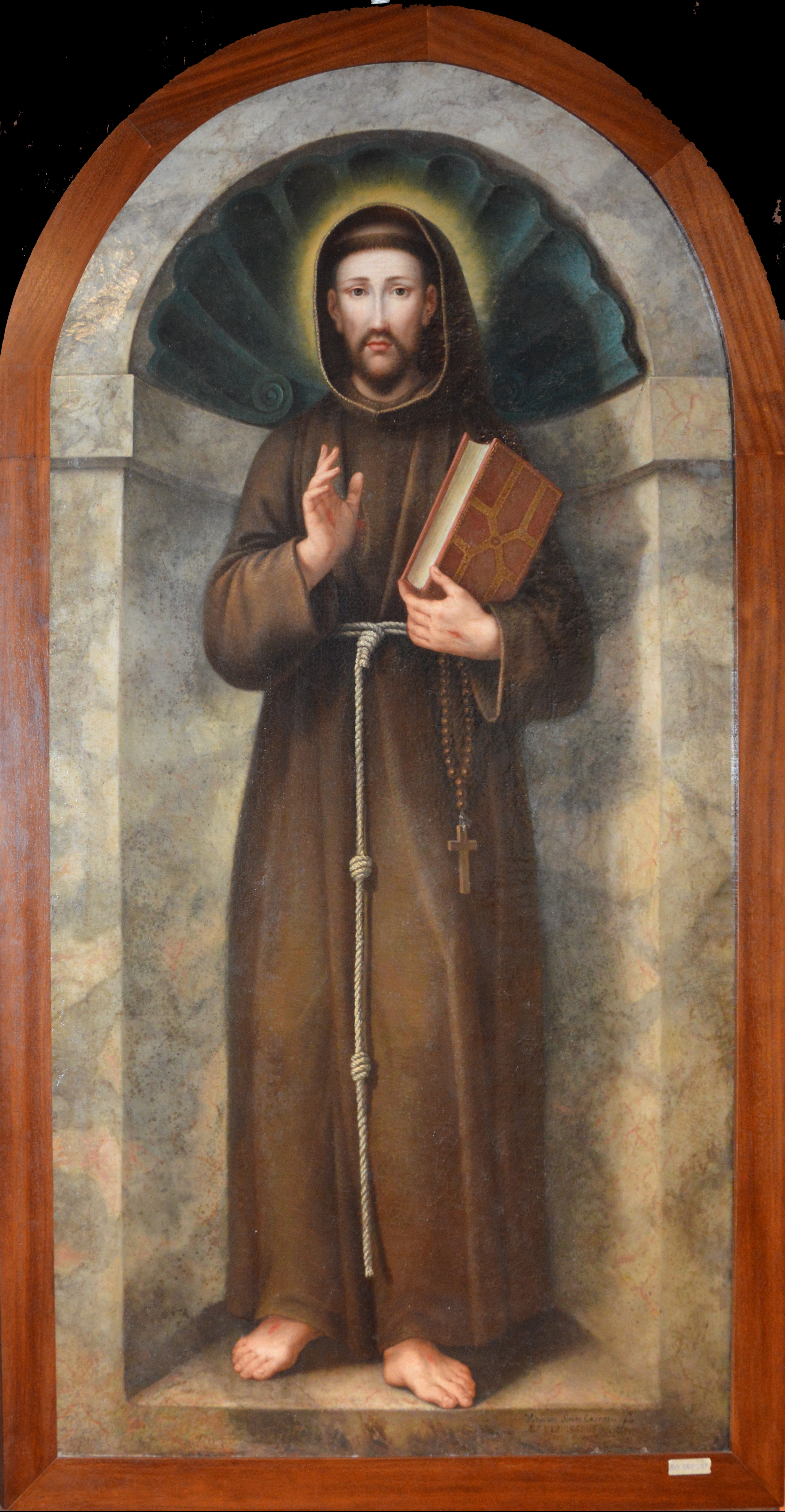
San Francesco d'Assisi, 1765 Museo dei Cappuccini di Firenze

A Firenze Violante Beatrice fu allieva della pittrice pastellista Giovanna Fratellini fino al 1726,  anno in cui si trasferì a Parigi, dove il padre era stato nominato gioielliere ufficiale alla Corte francese. A Parigi studiò con numerosi maestri, fra i quali i pittori Hyacinthe Rigaud e François Boucher.
La famiglia tornò a Firenze nel 1732, dove Violante Beatrice fu subito accettata all'Accademia delle arti del disegno. Allo stesso tempo successe a Giovanna Fratellini (deceduta nel 1731) come  ritrattista ufficiale alla Corte dei Medici.
Per eseguire le committenze dei Medici, nel 1734 si recò a Roma e l'anno successivo a Vienna.
Nello stesso periodo sposò Giuseppe Cerroti, figlio di uno scultore piuttosto noto a Firenze.
La Siries fu anche un'apprezzata insegnante. Fra le sue allieve sono da segnalare l'artista fiorentina Anna Piattoli Bacherini e l'italo-inglese  Maria Hadfield Cosway.
Violante Beatrice Siries morì nel 1783, all'età di 74 anni.

## Attività artistica
Ebbe talento per vari generi di pittura ma fu soprattutto una famosa  pastellista e ritrattista
Il suo lavoro più ambizioso fu un dipinto (eseguito nel 1735) che raffigurava il gruppo di famiglia dell'Imperatore Carlo VI d'Asburgo, padre di Maria Teresa d'Austria. 
Tre suoi autoritratti sono conservati presso la Galleria degli Uffizi. Uno di questi, nel quale l'artista si è raffigurata mentre sta dipingendo il ritratto del padre, è esposto nel Corridoio vasariano.
Un suo dipinto a olio, che raffigura la Madonna con il figlio e  Santa Maria Maddalena de' Pazzi, si trova nella sagrestia della Chiesa di Santa Maria Maddalena dei Pazzi, facente parte di un complesso monumentale nel centro di Firenze, situato in Borgo Pinti, all'angolo con Via della Colonna.
Un'altra sua opera firmata e datata si trova sempre a Firenze presso il Museo dei Cappuccini: è una tela raffigurate san Francesco d'Assisi proveniente dall'ex-convento dei Cappuccini di Montevarchi.